# توان فان خنت
توان فان خنت (هلندی: Twan van Gendt؛ زادهٔ ۹ ژوئن ۱۹۹۲) دوچرخه‌سوار بی‌ام‌اکس اهل هلند است.